# Pirozynskia farriae
Pirozynskia farriae är en svampart som beskrevs av Subram. 1972. Pirozynskia farriae ingår i släktet Pirozynskia och familjen Asterinaceae.   Inga underarter finns listade i Catalogue of Life.